# Katarzyna Maria Piekarska
assinatura
Katarzyna Maria Piekarska (Warsaw; 23 de Setembro de 1967 — ) é um político da Polónia. Ela foi eleito para a Sejm em 25 de Setembro de 2005 com 26511 votos em 19 no distrito de Warsaw, candidato pelas listas do partido Sojusz Lewicy Demokratycznej.
Ele também foi membro da Sejm 1993-1997, Sejm 1997-2001, Sejm 2001-2005, Sejm 2005-2007, Sejm 2019-2023, Sejm 2023-2027.